# Jan de Keyser
Jan David de Keyser, né à Deinze le 29 août 1965 est un banquier, homme d’affaires et politique belge, membre du parti CD&V. Il fut nommé bourgmestre de Oostkamp en 2017.

## Carrière
De Keyser fit ses études secondaires au collège Saint-Amand à Gand, ainsi que des études d'économie agricole.
Aidant d'abord dans l'entreprise de son père, il déménagea en 1985 à Douai (Nord-Pas-de-Calais) et y fut embauché par Genes Diffusion, entreprise spécialisée dans la génétique des animaux d’élevage. En 1989 il revint en Belgique, plus particulièrement à Oostkamp.
Il devint le PDG du Vlaamse Rundveeteelt Vereniging, entreprise spécialisée dans la sélection génétique et l’insémination artificielle d'animaux d’élevage. En 2002 son entreprise fusionna avec l’entreprise informatique néerlandaise CR Delta, pour former le Holding CRV avec siège social à Arnhem. Il devint directeur pour la Belgique et le Luxembourg et membre du conseil d’administration. En 2004 il reprit une entreprise Tchèque, CZ Delta et l’ajouta au groupe.
Le holding est devenu le leader en matière de produits informatiques et génétiques pour les activités agraires. Il possède des filiales au Brésil, la Nouvelle-Zélande, la Tchéquie, l’Allemagne, le Luxembourg, la Belgique, les États-Unis, l’Afrique du Sud et l’Espagne. Son chiffre d’affaires annuel s'élevait en 2017 à 120 millions d’euros.
En 2007 De Keyser devint banquier auprès de l’ancien Banque Fortis, plus tard BNP Paribas à Bruxelles en tant que directeur de la stratégie agraire. En 2010 il fut nommé directeur de la division agraire.

## Parcours politique
Au début des années 1990 il fut élu conseiller communal à Oostkamp pour le parti CPV. Après les élections communales de 2007 il fut nommé échevin de l’économie locale, des finances, des PME, de l’agriculture, du corps des sapeurs-pompiers, des conseils de fabrique d'église et des événements.
Pendant plus de dix ans il présida la section locale du CD&V, ainsi que le Centre communal d'aide sociale CPAS. Après les élections communales de 2013, il prit la charge de premier échevin, avec les mêmes attributions que précédemment.

### Europe
Il participa en 2004, 2014 et 2019 aux élections européennes. En 2014, il fit campagne avec notamment Marianne Thyssen et Herman Van Rompuy. Il fut conseiller (intermittent) aux cabinets de Kris Peeters, de Wouter Beke, et de l’ancien premier ministre Yves Leterme. Aux élections de 26 mai 2019, il occupait la quatrième place sur la liste Européenne de CD&V, et devient le premier candidat de la Flandre Occidentale.

### Bourgmestre
En juillet 2016 le bourgmestre Vanparys annonça sa retraite en tant que bourgmestre et Jan de Keyser fut désigné par le groupe majoritaire au conseil comme son successeur. Le 19 avril 2017 il prêta serment auprès du gouverneur Carl Decaluwé. Il prit officiellement sa fonction le 1er mai 2017.
Il reçoit à Anvers le 6 décembre 2017 le certificat de la meilleure commune de Flandre. ça après une enquête de grande envergure de deux ans menée par le journal Het Nieuwsblad.
À la suite des élections communales de 2018 il est réélu comme bourgmestre avec une différence d'au moins de 1650 votes de préférences comparé avec son suivant candidat élu. Après plus de 30 ans (depuis 1988), il obtiendra une majorité absolue pour son parti politique, qu'il affirmera aussi à Oostkamp.

## Autres Mandats
Jan de Keyser est, parmi d'autres mandats,
- Administrateur de Farys
- Administrateur de Resoc
- Administrateur du Comptoir Agricole Wallonie
- Administrateur du Boerenbond
- Membre du conseil d’administration de AGB
- Administrateur de UNIZO Oostkamp et Ruddervoorde-Waardamme

## Privé
Il est le fils aîné de Noë de Keyser (°1940) et épousa en 1989 Karine Standaert (°1967), dont deux fils : Arthur (°1995) et Viktor (°1998).